# Hughie Mack
Hughie Mack, nato Hugh Richard McGowan (Brooklyn, 1884 – Santa Monica, 1927), è stato un attore e sceneggiatore statunitense del cinema muto.

## Filmografia

### Attore
- Davy Jones and Captain Bragg, regia di George D. Baker (1910)
- Captain Barnacle's Courtship, regia di George D. Baker (1911)
- Captain Barnacle's Legacy, regia di Van Dyke Brooke (1912)
- Captain Barnacle's Waif, regia di Van Dyke Brooke (1912)
- Omens and Oracles, regia di Bert Angeles (1913)
- The Ancient Order of Good Fellows (1913)
- The Amateur Lion Tamer, regia di Frederick A. Thomson (1913)
- The Mystery of the Laughing Death, regia di George Lessey - cortometraggio (1914)
- The New Stenographer, regia di Wilfred North (1914)
- Pickles, Art and Sauerkraut, regia di Sidney Drew (1914)
- The Dust of Egypt, regia di George D. Baker (1915)
- A Queen for an Hour, regia di George D. Baker (1915)
- A Price for Folly, regia di George D. Baker (1915)
- Help! Help! Help!, regia di Lawrence Semon (Larry Semon) (1916)
- Heavy Hugs and Hula-Hula (1917)
- Rip & Stitch: Tailors, regia di Malcolm St. Clair e William Watson (1919)
- Reno, regia di Rupert Hughes (1923)
- Il signore delle nuvole (Going Up), regia di Lloyd Ingraham (1923)
- A Woman's Faith, regia di Edward Laemmle (1925)
- Mare Nostrum, regia di Rex Ingram (1926)